# Abdullah Hafez Ghari
Abdullah Hafez Ghari (ur. 1871 w Kabulu, zm. 1943) – afgański poeta i filolog.
Zajmował się perską literaturą i kaligrafią, napisał wiele rozpraw o perskiej literaturze, dokonał również wielu przekładów na język perski. W Lahaur został wydany dywan jego wierszy tworzonych pod wpływem idei sufizmu. Dzięki swojej działalności literackiej uzyskał przydomek malek asz-szo’ara (król poetów).